# The Day of Days
The Day of Days er en amerikansk stumfilm fra 1914 af Daniel Frohman.

## Medvirkende
- Cyril Scott som Percival Subarite.
- Sadie Harris som Marian Blessington.
- David Wall som Bayard Shaynon.
- Arthur Donaldson som Brian Shaynon.
- Leonard Grover som George Bross.